# 마르얀 마르코비치
마르얀 마르코비치(Marjan Marković, 1981년 9월 28일, 세르비아, 포자레바크)는 세르비아의 전 축구 선수로, 현역 시절 포지션은 라이트 백이었다. 2009년 여름 크로아티아의 NK 이스트라 1961로 이적하였으며, 세르비아 축구 국가대표팀 소속으로 16경기에 출전했다.